# Longsols
Longsols är en kommun i departementet Aube i regionen Grand Est (tidigare regionen Champagne-Ardenne) i nordöstra Frankrike. Kommunen ligger  i kantonen Ramerupt som ligger i arrondissementet Troyes. År 2022 hade Longsols 132 invånare.

## Befolkningsutveckling
Antalet invånare i kommunen Longsols
Referens: INSEE